# Kultivator
En kultivator er et redskab til jordbearbejdning, det kan enten være i form at haveredskab eller et jordbrugsredskab. Havekultivatoren har typisk tre eller fem tænder, som bruges til at trække ukrudt op med roden, og til at vende det øverste jordlag. Inden for jordbrug benyttes en kultivator lidt ligesom en plov eller harve til at løsne jorden med.